# Christian Noboa
Cristian Fernando Noboa Tello (* 9. April 1985 in Guayaquil) ist ein ecuadorianischer Fußballspieler.

## Karriere

### Verein
Obwohl Noboa in Guayaquil geboren wurde, begann er seine Karriere in der Jugend von CD El Nacional aus Quito. Im Alter von 15 Jahren zog es ihn jedoch Heim und er wechselte in die Jugend seines Heimatvereins CS Emelec. 2004 wurde er daraufhin in den Profikader aufgenommen und debütierte ausgerechnet im Ligaspiel gegen El Nacional als Profi.
Es folgten drei Spielzeiten mit Emelec, in denen er zwar keinen Titel gewinnen konnte, selbst jedoch zu einem der größten Mittelfeldtalente seines Landes aufstieg. Nach dem Vizemeistertitel 2006 mit Emelec, nahm er daraufhin ein Vertragsangebot des russischen Erstligisten Rubin Kasan an. Zuvor hatten unter anderem auch die portugiesischen Spitzenvereine FC Porto und Sporting Lissabon ihr Interesse an dem Spieler bekundet.
Nach einer durchwachsenen ersten Spielzeit in Russland, in der er mit einigen Anpassungsproblemen in der neuen Liga zu kämpfen hatte, gelang ihm in der Saison 2008 der Durchbruch. Mit Noboa als torgefährlichen Antreiber im Mittelfeld, feierte Kasan den ersten Meistertitel in der Vereinsgeschichte. Nach dem enttäuschenden fünften Tabellenrang in der Vorsaison, war der Meistertitel nicht zu erwarten und eine dementsprechende Überraschung. 2009 war man in der Folge abermals das Maß aller Dinge in der russischen Premjer-Liga und gewann zum zweiten Mal den Titel. Weiters steht man in der Gruppenphase der Champions League. Am 20. Oktober 2009 stand er auch beim 1:2-Auswärtssieg von Kasan gegen den FC Barcelona über 90 Minuten am Platz. Noboa gilt als unverzichtbarer Spieler im Mittelfeld, der alle Positionen besetzen kann. Nach einigen Anfragen verschiedener europäischer Vereine wurde er vom Verein als „unverkäuflich“ erklärt.
Im Januar 2012 gab Rubin Kasan bekannt, dass Noboa an den Ligakonkurrenten Dynamo Moskau verkauft werde.

### Nationalmannschaft
Bereits 2006 debütierte Noboa in einer Reihe von inoffiziellen Länderspielen gegen spanische Regionalauswahlen, wie die Nationalmannschaft von Katalonien. In der Folge wurde er jedoch vom damaligen Nationalmannschaftstrainer Luis Fernando Suárez, trotz guter Leistungen in Russland ignoriert.
Erst 2009 debütierte er unter Trainer Sixto Vizuete in einem offiziellen Länderspiel für Ecuador. In der Folge entwickelte er sich während der Qualifikation zur Fußball-Weltmeisterschaft 2010 zu einem der wichtigsten Spieler seiner Mannschaft. Am Ende der Serie verpasste man mit einem Punkt Rückstand auf Uruguay nur knapp den Aufstieg in die Barrage-Spiele.
In der Folge nahm Noboa an allen wichtigen internationalen Turnieren teil.

## Erfolge
Rubin Kasan
- Russischer Meister: 2008, 2009,

Zenit St. Petersburg
- Russischer Meister: 2018/19